# Rubus insignis
Rubus insignis är en rosväxtart som beskrevs av Joseph Dalton Hooker. Rubus insignis ingår i släktet rubusar, och familjen rosväxter. Utöver nominatformen finns också underarten R. i. ochraceus.